# سایوز ام‌اس-۱۲
سایوز-ام‌اس-۱۲ (به روسی: Союз )(به معنای اتحاد) یک مأموریت سرنشین دار سازمان ملی فضانوردی روسیه به سمت ایستگاه فضایی بین‌المللی محسوب می‌شود.

همچنین فضاپیمای این مأموریت وظیفه ارسال و بازگرداندن تعدادی از فضانوردان گروه اعزامی ۵۹ و گروه اعزامی ۶۰ را نیز بر عهده داشت.

## خدمه مأموریت
| نام             | ملیت                | تعداد پرواز | نقش عملیاتی | تصویر |
| الکسی اوچنین    | روسیه               | ۲           | فرمانده     |       |
| نیک هگ          | ایالات متحده آمریکا | ۱           | مهندس پرواز |       |
| کریستیانا هاموک | ایالات متحده آمریکا | ۱           | مهندس پرواز |       |

## نگارخانه

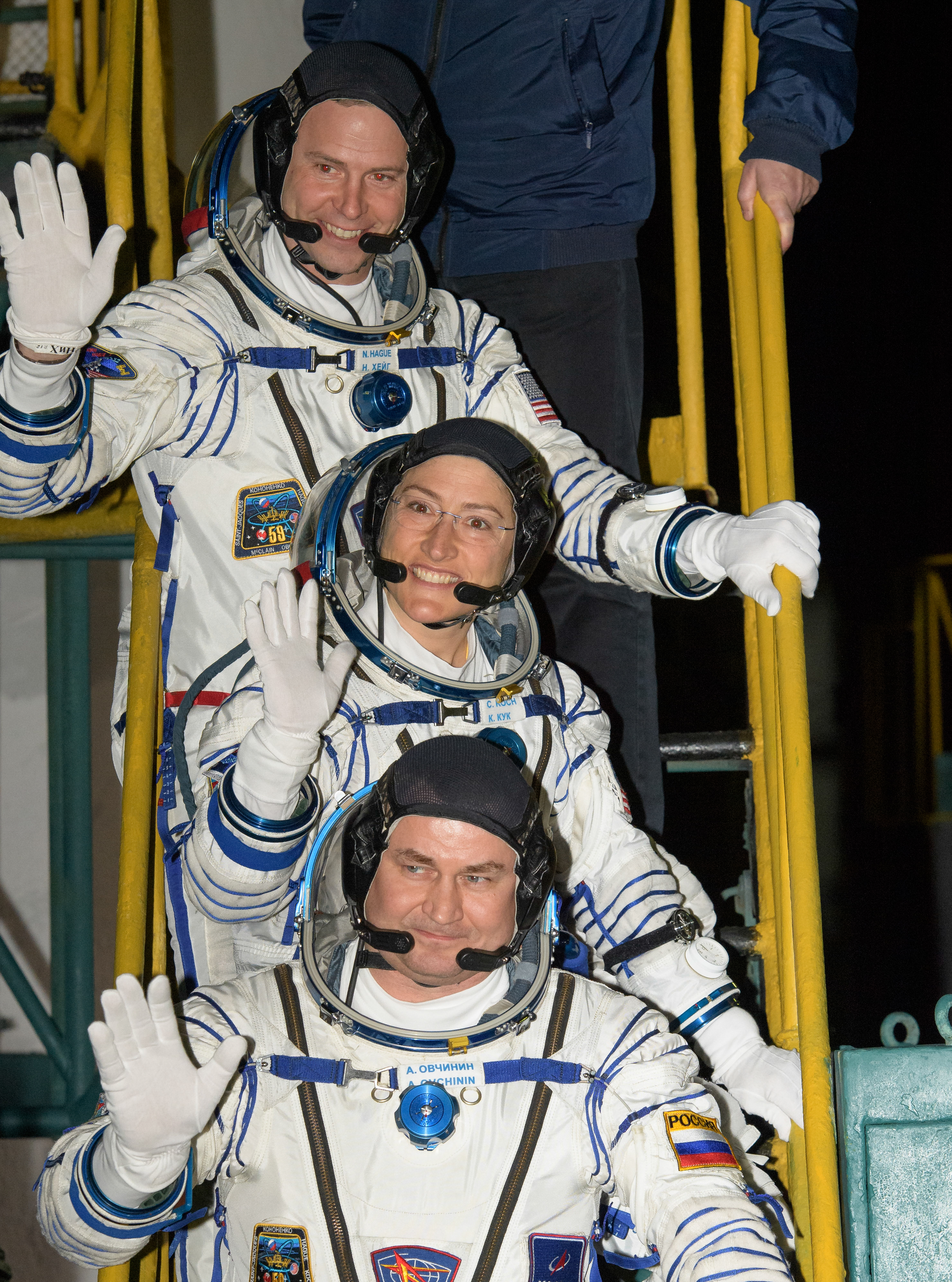
فضانوردان اصلی ام‌اس-۱۲
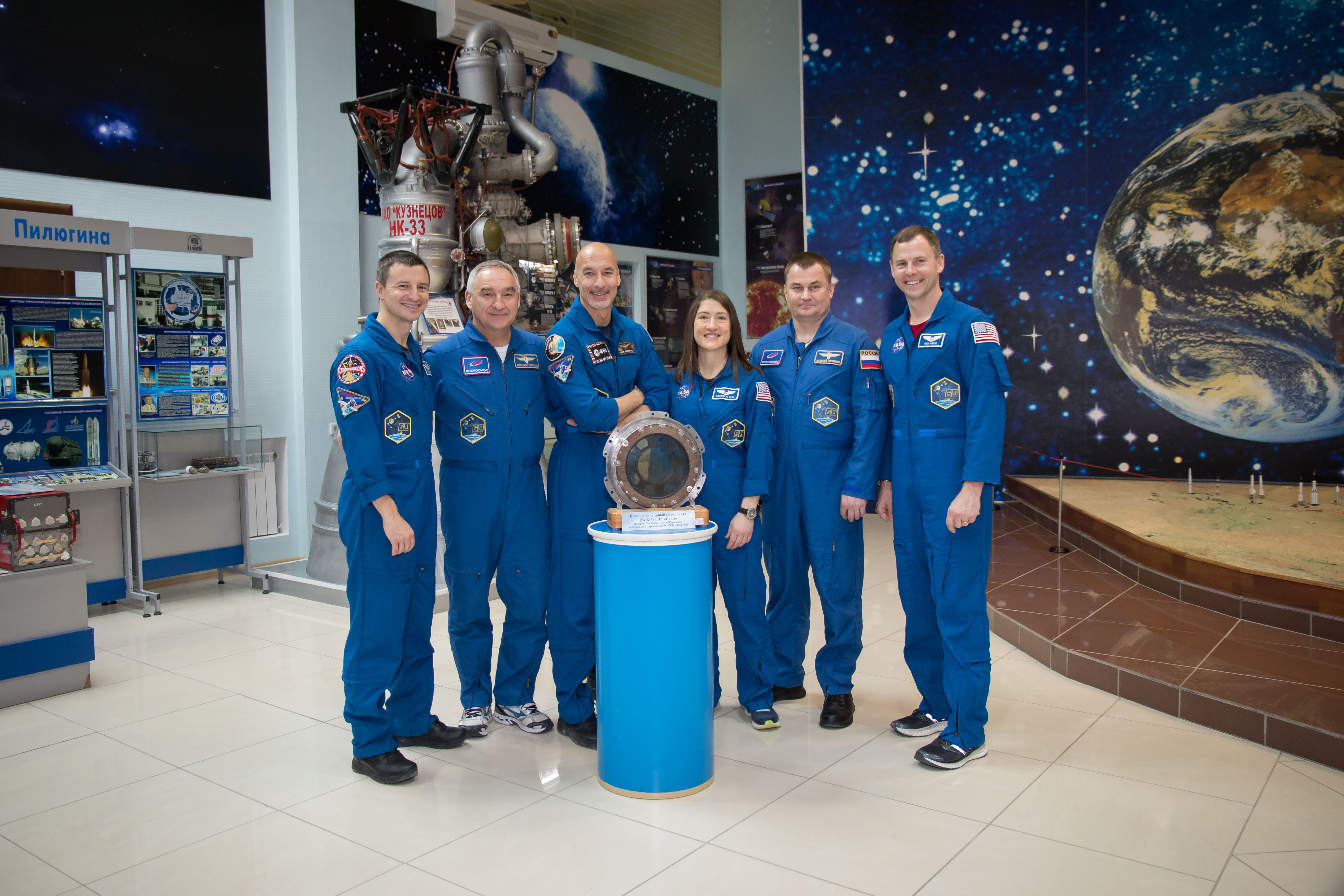
فضانوردان اصلی و پشتیبان ام‌اس-۱۲
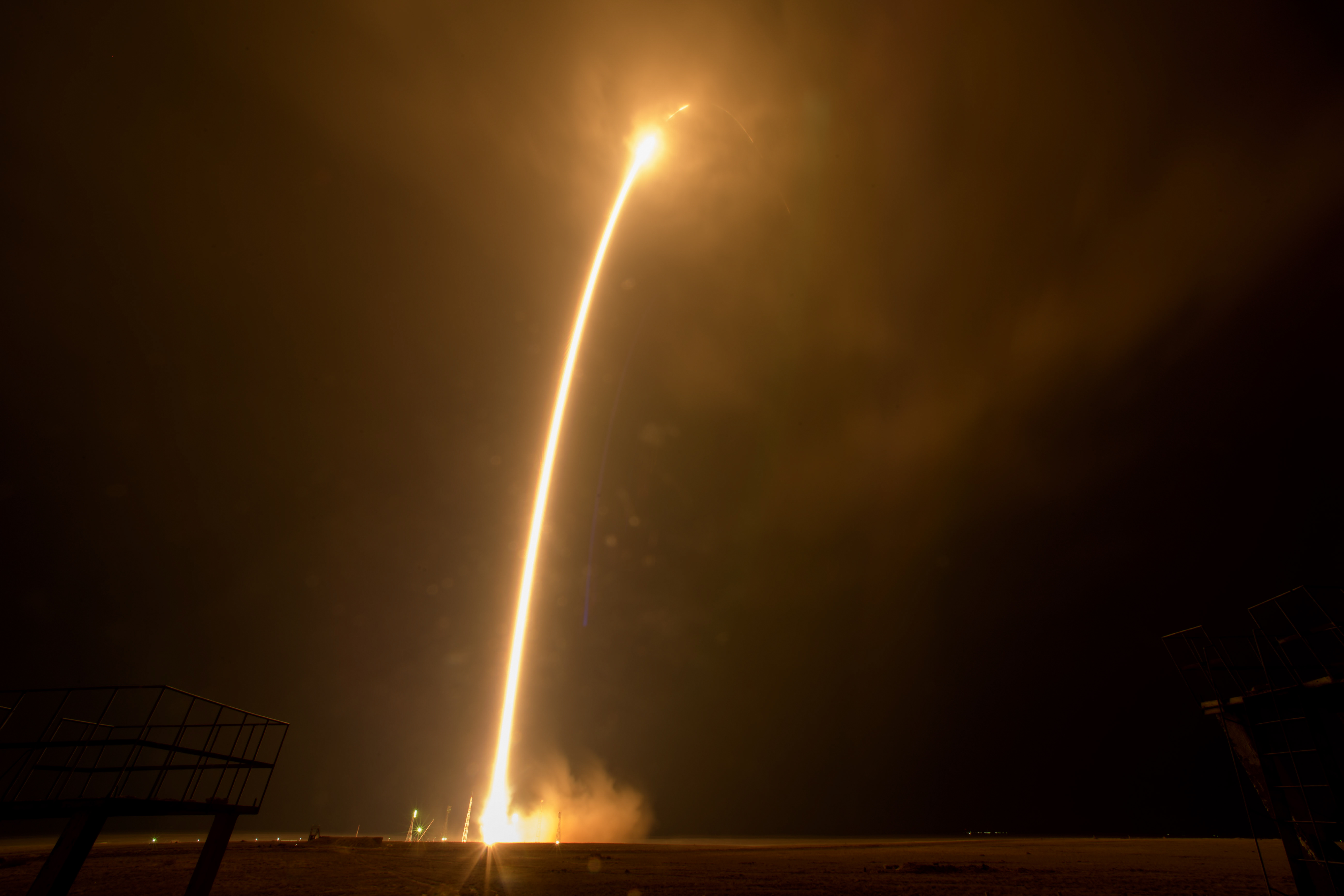
پرتاب ام‌اس-۱۲
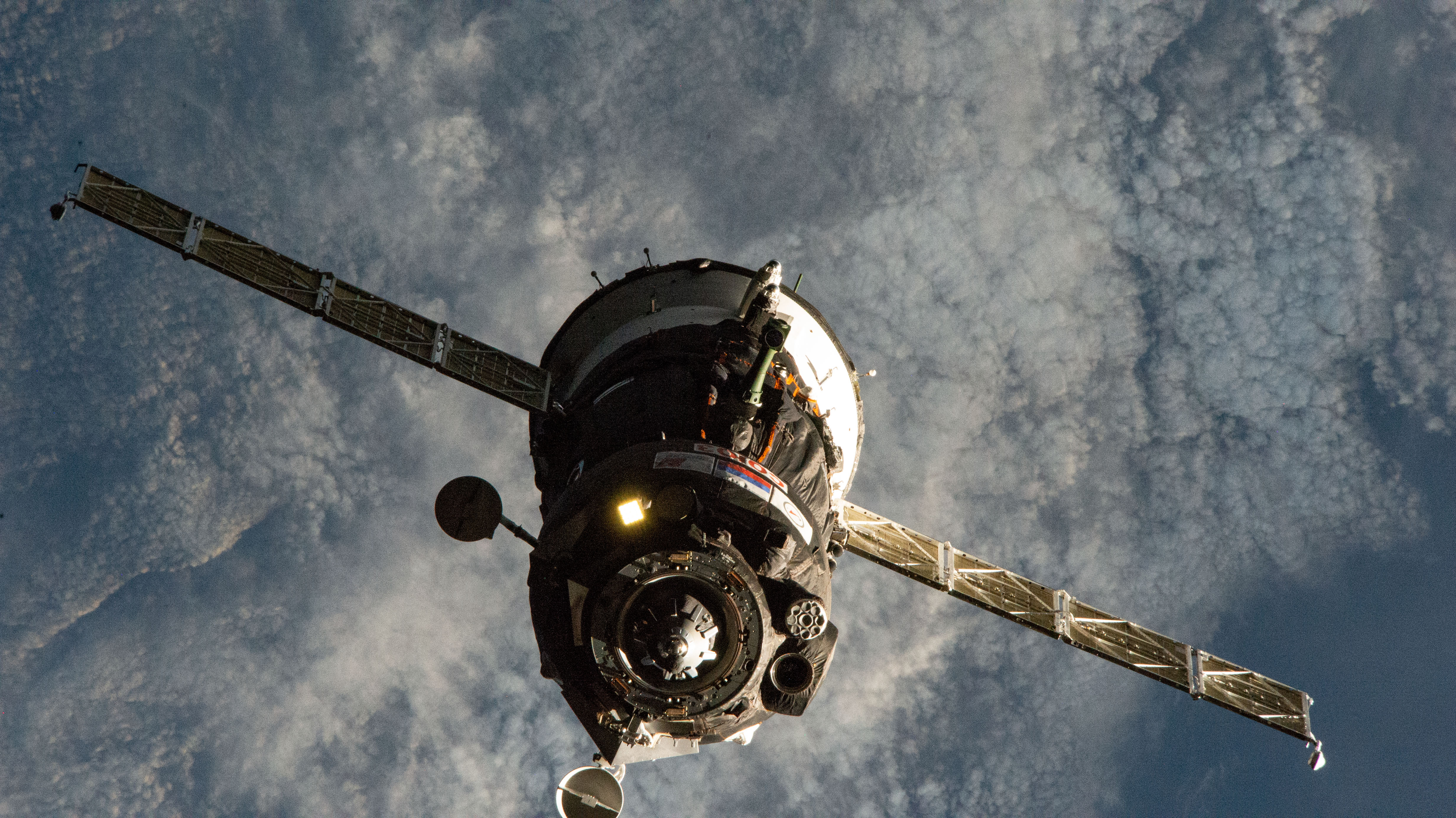
ام‌اس-۱۲ لحظاتی قبل از اتصال به ایستگاه
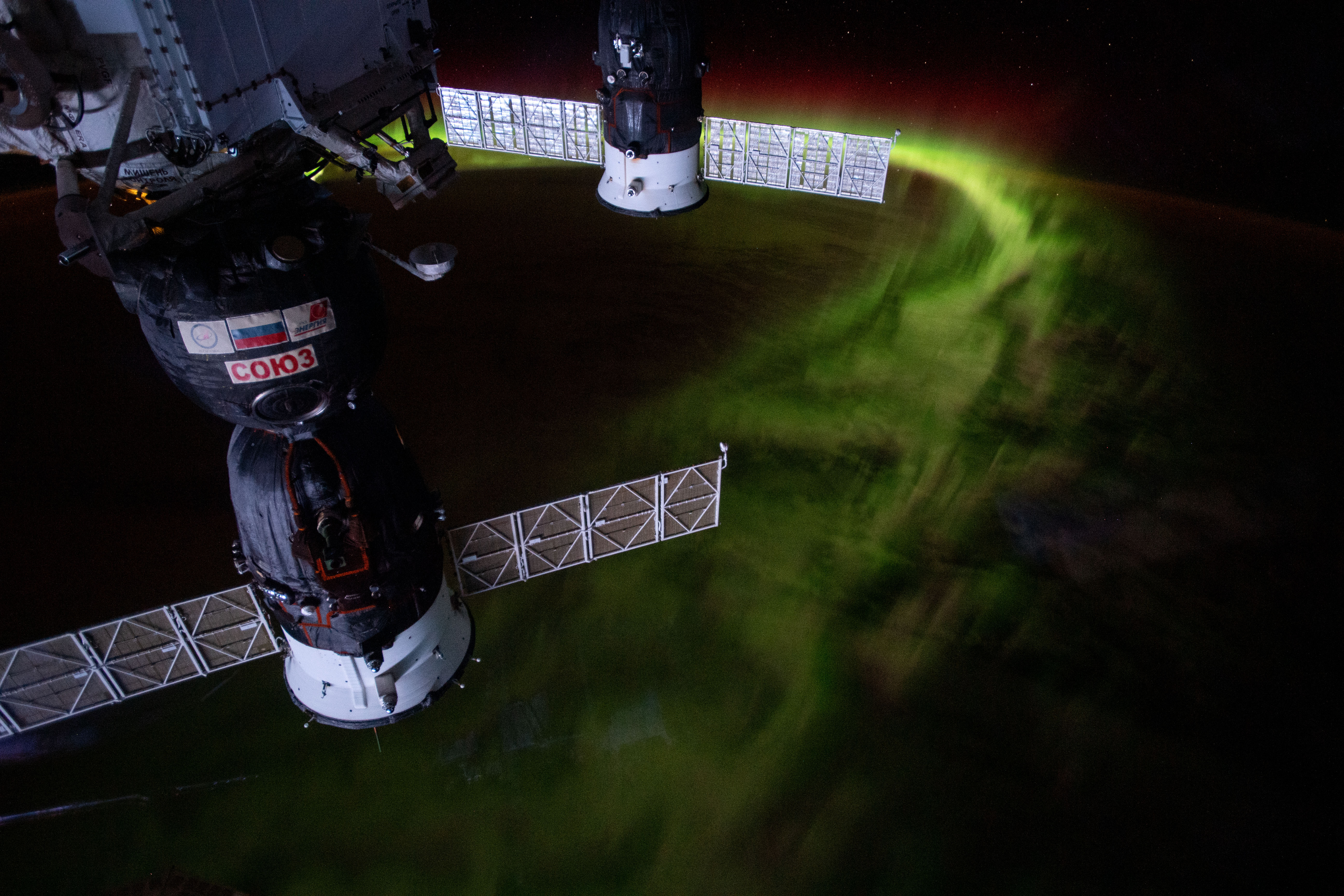
ام‌اس-۱۲ متصل به ایستگاه بر فراز اقیانوس هند
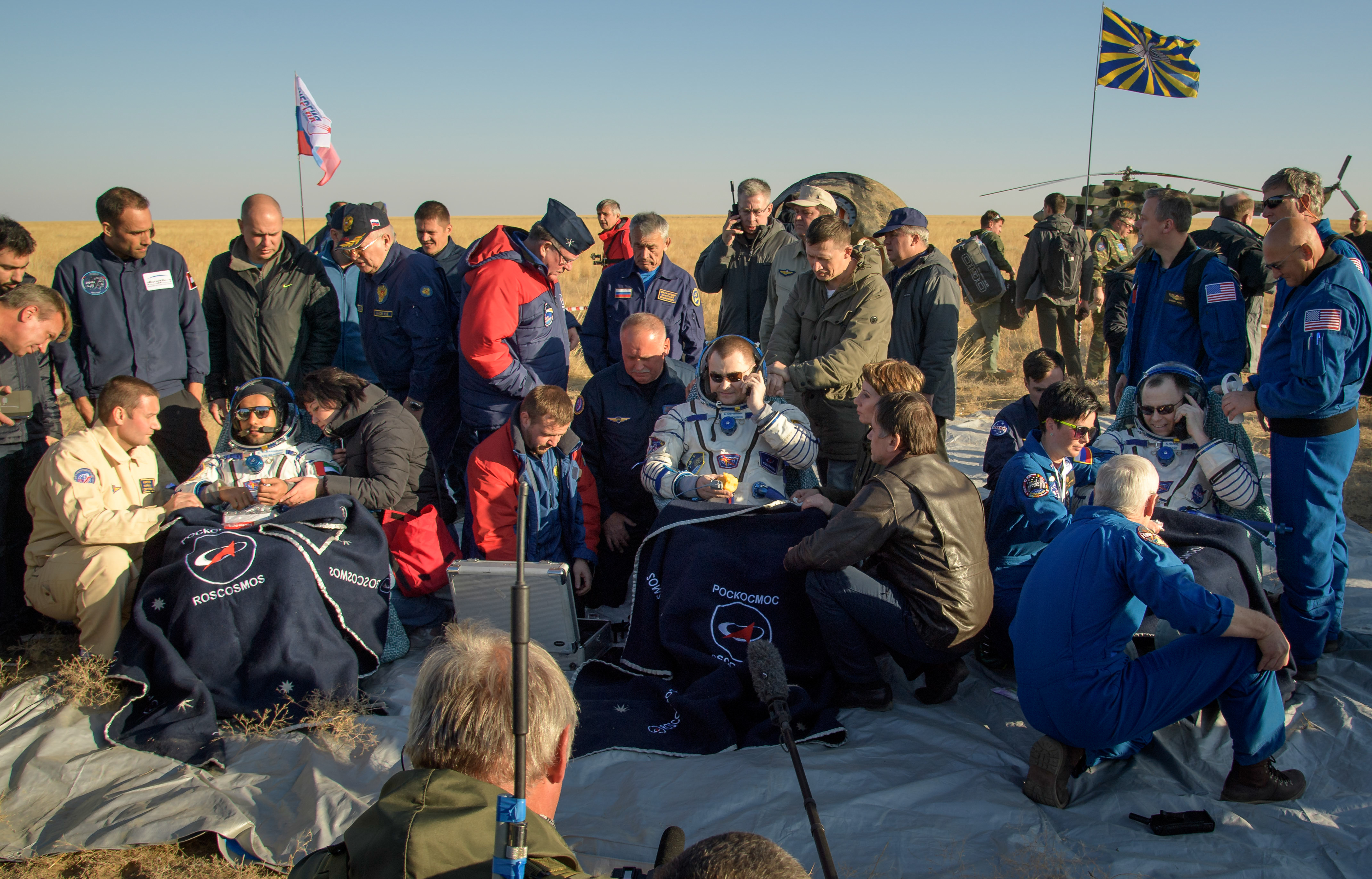
فرود ام‌اس-۱۲ و گروه اعزامی ۶۰